# Никола Крушкин – Чолака
Никола Стефанов Крушкин – Чолака е български просветен деец, софийски книжар и националреволюционер. Съратник на Васил Левски.

## Биография
Никола Крушкин е роден през 1836 г. в село Бистрица, Софийско. В детска възраст пада в огнището и изгаря ръцете си-затова го наричат „Чолака“. Остава сирак и постъпва като послушник в Драгалевския манастир „Света Богородица Витошка“. Тук игумен е Генадий Скитник, приятел и съратник на Васил Левски. В манастира Никола се запознава с Апостола. Като таксидиот на манастира обикаля и събира дарения в околните градове и села. Пропагандира родолюбие, просвета и революционни идеи и работи за националното освобождение. Спомага за основаването на частните революционни комитети в Софийско. Член е на Частните революционни комитети в София и с. Бистрица. Наричан е „Шопският апостол“.
Просветителската му дейност е свързана с книжарницата, която държи в София на тогавашния пазар „Куру чешме“ (дн. до ъгъла на ул. „Алабин“ и бул. „Витоша“). Наред с другата литература, разпространява бунтовни и патриотични брошури. Софийският частен революционен комитет често заседава в нея. В книжарницата крие и двама оцелели Ботеви четници, единият от които е Петър Кунчев. След като в Дупница турците залавят бунтовна кореспонденция, разкритията стигат до софийския книжар.
Никола Чолака e заловен и oбесен от турците пред собствената си книжарница в пазарен ден на 15 ноември 1877 година заедно с Георги Абаджията, Киро Геошев и Стоян Книжар, няколко месеца преди Освобождението на България.

## Памет
След Освобождението в памет на обесените софийски книжари е планиран грандиозен мемориален комплекс, от който е осъществена само една част – Лъвовия мост. Четирите лъва символизират четиримата обесени. Главната улица в село Бистрица е наречена на негово име. В центъра на селото признателното потомство е издигнало барелеф в негова чест. На мястото на книжарницата му в София, където е обесен, е поставена паметна плоча. Името му носи и улица в квартал „Кръстова вада“ в София (Карта).
- Паметна плоча на фасадата на сградата, пред която е обесен Чолака
- Сградата на ъгъла на ул. „Алабин“ и бул. „Витоша“ в София